# 遠藤杏奈
遠藤 杏奈（えんどう あんな、1988年1月8日 - ）は、日本の女性ファッションモデルである。主に読者モデルとして雑誌やCMに出演している。

## 人物
- 明るくて人当たりがいいところが長所で、喜怒哀楽が激しいところが短所であると公表している。
- 趣味は買物、映画鑑賞、音楽鑑賞など多彩である。
- エレベーターガールのモノマネが得意。
- 英語検定や漢字検定、フランス語検定や秘書検定など多彩な資格をもっている。
- 枝豆、チョコレート、アイスクリームなどが好物で、マヨネーズや貝類が苦手らしい。
- 尊敬する人物は、梨花やニコール・リッチー。

## 活動

### 雑誌
- 『CanCam』
- 『Lovery Recipe』

### CM
- 花王エッセンシャルダメージケア
- サークルKサンクス